# Шеррер, Ютта
Ютта Шеррер (Jutta Scherrer, 1942 (1938?) г. р., Берлин) — живущая во Франции немецкий историк, культуролог и русист, специалист по российской культуре и политике начала XX века и постперестроечного времени. Доктор философии, профессор. Руководитель (фр. directeur d'études) по русской истории в Высшей школе социальных наук в Париже.

## Биография
Её отец был офицером Вермахта и погиб в России в 1943 году.
Училась в Берлине, Кембридже, Париже. Докторскую работу защитила в 1971 году в Свободном университете Берлина.
Исследует историю России, опираясь на методы французской школы «Анналов».
Научный сотрудник Французско-немецкого Центра Марка Блоха (Берлин). Координатор программы создания Института европейских культур (Российский гуманитарный государственный университет).
Член редакционных коллегий «Тетрадей по российским и советским проблемам» (Париж), «Исследований по восточноевропейской истории» (Берлин) и других периодических изданий.
Автор работ по истории европейской общественной мысли и российской интеллигенции.
Член попечительского совета ЕУСПб.
Бывала в России.
«В России предпочитают больше вспоминать о победе над фашизмом, чем о победе над коммунизмом», — пишет Шеррер накануне 9 мая 2005 года в немецкой «Die Zeit».
«Der Spiegel» указывал её как «одного из лучших экспертов по России».